# (567) Eleutheria
(567) Eleutheria – planetoida z grupy pasa głównego asteroid okrążająca Słońce w ciągu 5 lat i 198 dni w średniej odległości 3,13 j.a. Została odkryta 28 maja 1905 roku w Landessternwarte Heidelberg-Königstuhl w Heidelbergu przez Paula Götza. Nazwa planetoidy pochodzi od greckiej bogini Eleuterii stanowiącej uosobienie wolności. Przed jej nadaniem planetoida nosiła oznaczenie tymczasowe (567) 1905 QP.